# Маттон, Томас
Томас Маттон (фр. Thomas Matton; род. 24 октября 1985, Гент) — бельгийский футболист, полузащитник.

## Клубная карьера
Маттон — воспитанник клуба «Брюгге». В 2007 году он начал профессиональную карьеру в клубе второго дивизиона «Ауд-Хеверле Лёвен». По окончании сезона Томас перешёл в Зюлте-Варегем. 16 августа в матче против Локерена он дебютировал в Жюпилер-лиге. 14 сентября года в поединке против «Генка» Маттон забил свой первый гол за клуб.
Летом 2012 года Томас перешёл в «Кортрейк». 28 июля в матче против «Андерлехта» он дебютировал за новую команду. 4 августа в поединке против «Серкль Брюгге» Маттон забил свой первый гол за «Кортрейк».
Летом 2015 года Томас на правах свободного агента перешёл в «Гент». 26 июля в матче против своего бывшего клуба «Кортрейка» он дебютировал за новую команду, заменив во втором тайме Брехта Деягере. 20 сентября в поединке против льежского «Стандарда» Маттон сделал «дубль», забив свои первые голы за «Гент». В том же году он стал обладателем Суперкубка Бельгии. 29 сентября в матче Лиги чемпионов против санкт-петербургского «Зенита» Маттон забил гол.
8 декабря 2017 года Томас Маттон объявил о завершении футбольной карьеры.

## Достижения
«Гент»
- Обладатель Суперкубка Бельгии: 2015